# Beta范式
在 lambda 演算中，一个项是beta 范式（规范型），如果没有“beta 归约”是可能的。一个项是 beta-eta 范式，如果既没有 beta 归约又没有“eta 归约”是可能的。一个项是头部范式，如果没有“在头部位置的 beta-可规约式”。

## Beta 归约
在 lambda 演算中，beta 可归约式(redex)是如下形式的项
{\displaystyle ((\mathbf {\lambda } x.A(x))t)}
这里的 {\displaystyle A(x)} 是（可能）涉及变量 {\displaystyle x} 的项。
“在头部位置的 beta 归约”是把如下重写规则应用于一个 beta 可归约式
{\displaystyle ((\mathbf {\lambda } x.A(x))t)\rightarrow A(t)}
这里的 {\displaystyle A(t)} 是把项 {\displaystyle A(x)} 中变量 {\displaystyle x} 替换为项 {\displaystyle t} 的结果。
一个 beta 归约在头部位置，如果它有如下形式：
- {\displaystyle \lambda x_{0}\ldots \lambda x_{i-1}.(\lambda x_{i}.A(x_{i}))M_{1}M_{2}\ldots M_{n}\rightarrow \lambda x_{0}\ldots \lambda x_{i-1}.A(M_{1})M_{2}\ldots M_{n}}, where {\displaystyle i\geq 0,n\geq 1}.

不是这种形式的任何归约都是内部 beta 归约。

### 归约策略
一般的说，对于给定项有多个不同的可能的 beta 归约。正规序归约是一种求值策略，它始终应用“头部位置的 beta 归约”的规则，直到没有更多的这种归约是可能的。在这一点上，结果的项是“头部范式”。
相反的，在应用序归约中，首先应用内部归约，而只在没有更多的内部归约是可能的时候应用头部归约。
正规序归约是完备的，在如果一个项有头部范式则正规序归约总是能最终达到它的意义上。相反的，应用序归约可能不终止，即使在这个项有规范形式的时候。例如，使用应用序归约，下列归约序列是可能的：
{\displaystyle (\mathbf {\lambda } x.z)((\lambda w.www)(\lambda w.www))}
{\displaystyle \rightarrow (\lambda x.z)((\lambda w.www)(\lambda w.www)(\lambda w.www))}
{\displaystyle \rightarrow (\lambda x.z)((\lambda w.www)(\lambda w.www)(\lambda w.www)(\lambda w.www))}
{\displaystyle \rightarrow (\lambda x.z)((\lambda w.www)(\lambda w.www)(\lambda w.www)(\lambda w.www)(\lambda w.www))}
{\displaystyle \ldots }
而使用正规序归约，同样的起点迅速的归约到范式：
{\displaystyle (\mathbf {\lambda } x.z)((\lambda w.www)(\lambda w.www))}
{\displaystyle \rightarrow z}